# Formación Ránquil
La formación Ránquil es una formación sedimentaria del Mioceno-Plioceno localizada en la provincia de Arauco del centro-sur de Chile, incluyendo afloramientos en la isla Mocha. La formación tiene sus grosores máximos en el suroeste, donde sus sedimentos fueron en gran parte depositados en condiciones marinas. Se superpone de manera  discordante a las formaciones sedimentarias del grupo Lebu, del Paleoceno-Eoceno. La formación es parte  del relleno de la cuenca de Arauco, que es una cuenca sedimentaria que se extiende al sur de la ciudad de Concepción.
Los grandes fósiles hallados en la formación Ránquil son similares a aquellos de las formaciones Navidad (34° S) y Lacui (43° S), dos formaciones marinas cercanas del Mioceno.
La base de la formación Ránquil es la llamada "discordancia principal", la cual se piensa que ha sido formada por erosión durante un periodo de inversión tectónica.
La formación fue definida por primera vez en 1942 por Juan Tavera, y recibe su nombre de la cercana caleta homónima, al norte de Lebu.

## Unidades
La formación ha sido subdividida en cinco unidades, con la más baja formada de arenisca y shale, y la segunda inferior formada de conglomerados. La unidad media está formada de lutitas y areniscas macizas. En algunos lugares la unidad media está superpuesta por una unidad formada de arenisca con capas delgadas de conglomerado y arenisca que ha sido sometida a un proceso de bioturbación. La unidad superior incluye una brecha y la denominada arenisca de Huenteguapi. Los sedimentos de ésta evidencian que un megatsunami golpeó la costa del centro-sur de Chile en el Plioceno, el cual ha sido enlazado con el hipotético impacto Eltanin.